# Nowe Raczki
Nowe Raczki [pronunciación en polaco: /ˈnɔvɛ ˈRata͡ʂki/] (en alemán: Neu Retzken) es un pueblo ubicado en el distrito administrativo de Gmina Wieliczki, dentro del Condado de Olecko, Voivodato de Varmia y Masuria, en Polonia del norte. Se encuentra aproximadamente a 8 kilómetros al norte de Wieliczki, a 6 kilómetros al este de Olecko, y a 140 kilómetros al este de la capital regional Olsztyn.
Antes de 1945, el área fue parte de Alemania (Prusia Oriental).